# 1956-os amerikai elnökválasztás
Az Amerikai Egyesült Államok alkotmányának előírása szerint 1956. november 6-án, kedden az országban elnökválasztást tartottak. Dwight D. Eisenhower elnököt, a Republikánus Párt jelöltjét sikeresen újraválasztották, legyőzve a Demokrata Párt jelöltjét, Adlai Stevensont, aki az előző elnökválasztáson is a demokraták jelöltjeként futott és vereséget szenvedett Eisenhowertől.
Eisenhower a második világháborúban katonai vezetéséről vált ismertté és továbbra is széles körben népszerű maradt. 1955-ös szívrohama olyan spekulációt váltott ki, miszerint nem akar második ciklust, de miután egészsége helyreállt, az 1956-os Republikánus Nemzeti Konvención ellenállás nélkül jelöltté választották. Stevenson továbbra is népszerű maradt a liberális demokraták körében, ám ekkorra már semmilyen hivatali posztja nem volt. Legyőzte New York kormányzóját, W. Averell Harrimant és több más jelöltet az 1956-os Demokrata Nemzeti Konvención. Stevenson a szociális programokra fordított kormányzati kiadások jelentős növelése és a katonai kiadások csökkentése mellett állt ki.
A koreai háború lezárásával és az erős gazdaság mellett kevesen kételkedtek abban, hogy a karizmatikus Eisenhowert újraválasztják. Az elnök támogatói inkább személyes tulajdonságaira... őszinteségére, feddhetetlenségére és kötelességtudatára, családi emberként tapasztalt erényére, vallási odaadására koncentráltak, nem pedig vezetői nyilvántartására. A választások előtti hetekben két nagy nemzetközi válság volt a Közel-Keleten és Kelet-Európában és Eisenhower válságkezelése növelte népszerűségét.
Eisenhower kicsivel több szavazatot gyűjtött, mint 1952-ben. A demokraták az északi katolikusok és a városlakó fehér déliek körében szereztek többséget. Bár a republikánusok elvesztették Missourit, felvették Kentuckyt, Louisianát és Nyugat-Virginiát. Ez az utolsó elnökválasztás, amelyen az 1959-ben felvett Alaszka és Hawaii nem vett részt és amelyen az elnökjelöltek közül valamelyik a 19. században született. A választás lényegében az 1952-es elnökválasztás visszavágója volt.

## Jelölések

### Republikánus Párt
| A Republikánus Párt jelöltjei, 1956    |                                          |
| Dwight D. Eisenhower                   | Richard Nixon                            |
| elnökjelölt                            | alelnökjelölt                            |
|                                        |                                          |
| Az Egyesült Államok elnöke (1953–1961) | Az Egyesült Államok alelnöke (1953–1961) |

| 1956-os Republikánus Nemzeti Konvenció eredményei                  | 1956-os Republikánus Nemzeti Konvenció eredményei | 1956-os Republikánus Nemzeti Konvenció eredményei    | 1956-os Republikánus Nemzeti Konvenció eredményei |
| ------------------------------------------------------------------ | ------------------------------------------------- | ---------------------------------------------------- | ------------------------------------------------- |
| Dwight D. Eisenhower Az Egyesült Államok elnöke 5 008 132 (85,93%) | John W. Bricker Ohio szenátora 478 453 (8,21%)    | William Knowland Kalifornia szenátora 84 446 (1,45%) | Joe Foss Dél-Dakota kormányzója 59 374 (1,02%)    |

1956 elején olyan spekulációk merültek fel, miszerint Eisenhower elnök rossz egészségi állapota miatt nem indul második ciklusért, ugyanis 1955-ben súlyos szívrohamot kapott. 1956 júniusában megműtötték, hamarosan felépült és úgy döntött, hogy indul második ciklusért. Hatalmas népszerűsége miatt Eisenhowert a San Franciscoban tartott 1956-os Republikánus Nemzeti Konvención ellenállás nélkül elnökjelöltté választották.  
A republikánusok körében csak az a kérdés szerepelt, hogy Richard Nixon alelnök ismét Eisenhower jelöltje lesz -e. Van némi bizonyíték arra, hogy Eisenhower jobban örült volna egy kevésbé ellentmondásos futótársnak, mint például Christian Herter massachusettsi kormányzónak. Egyes történészek szerint Nixonnak egy másik pozíciót ajánlott fel kabinetjében, például védelmi miniszter. Harold Stassen volt az egyetlen olyan republikánus, aki nyilvánosan ellenezte Nixon alelnöki jelölését. Nixon továbbra is rendkívül népszerű maradt a republikánus szavazók körében. Eisenhower 1956 tavaszán jelentette be, hogy Nixon ismét a jelöltje lesz. 1952-el ellentétben a konzervatív republikánusok – akik 1952-ben Robert A. Taftot támogatták Eisenhower ellen – nem léptek fel. A konvención az egyik küldött egy „Joe Smith” nevű fiktív jelöltre szavazott az alelnöki posztra az egyhangú szavazás megakadályozása érdekében.

### Demokrata Párt
| A Demokrata Párt jelöltjei, 1956      |                                 |
| Adlai Stevenson                       | Estes Kefauver                  |
| elnökjelölt                           | alelnökjelölt                   |
|                                       |                                 |
| Illinois volt kormányzója (1949–1953) | Tennessee szenátora (1949–1963) |

Az 1956-os demokrata elnökjelölti előválasztás eredményei

Adlai Stevenson, a Demokrata Párt 1952-es jelöltje szoros előválasztási harcot vívott a populista Estes Kefauverrel, Tennessee szenátorával a párt 1956-os jelölésének elnyeréséért. Kefauver nyerte a new hampshire-i előválasztást. Miután Kefauver felzaklatta a minnesotai előválasztáson, Stevenson felismerte, hogy bajban van és beleegyezett, hogy vitázik Kefauverrel Floridában. Stevenson és Kefauver 1956. május 21-én, a floridai előválasztás előtt tartották a televíziós elnöki vitát. Stevenson 52-48%-os különbséggel magával vitte Floridát. A kaliforniai előválasztásra, 1956 júniusára Kefauver kampányának a pénze jelentősen csökkent és nem tudott versenyezni a jól finanszírozott Stevensonnal. Stevenson 63-37%-os különbséggel megnyerte a kaliforniai előválasztást, Kefauver pedig hamarosan kiszállt a versenyből.  
A demokrata előválasztás eredményei:
- Adlai Stevenson – 3 069 504 (50,70%)
- Estes Kefauver – 2 283 172 (37,71%)
- Frank Lausche – 278 074 (4,59%)
- John W. McCormack – 26 128 (0,43%)

Az 1956-os chicagói Demokrata Nemzeti Konvención W. Averell Harriman, New York kormányzója, akit Harry S. Truman korábbi elnök támogatott, kihívta Stevensont a jelölését. Stevenson támogatottsága azonban túl nagy volt ahhoz, hogy Harriman legyőzze és Stevenson az első fordulóban megnyerte a jelölést. 
| Az 1956-os Demokrata Nemzeti Konvenció eredményei | Az 1956-os Demokrata Nemzeti Konvenció eredményei |
| Jelölt                                            | Szavazatok                                        |
| Adlai Stevenson                                   | 905,5                                             |
| W. Averell Harriman                               | 210                                               |
| Lyndon B. Johnson                                 | 80                                                |
| Stuart Symington                                  | 45,5                                              |
| Happy Chandler                                    | 36,5                                              |
| James C. Davis                                    | 33                                                |
| John S. Battle                                    | 32,5                                              |
| George Bell Timmerman                             | 23,5                                              |
| Frank Lausche                                     | 5,5                                               |
| ------------------------------------------------- | ------------------------------------------------- |

Az 1956-os Demokrata Konvenció fénypontja az volt, amikor Stevenson izgalmat keltve, meglepő bejelentést tett, hogy a konvenció küldöttjei válasszák meg futótársát. Ez kétségbeesett tülekedést indított el több jelölt között, hogy megnyerje a jelölést. A potenciális alelnökjelölteknek csak egy mozgalmas napja volt, amikor a szavazás kezdete előtt kampányoltak a küldöttek között. A két vezető versenyző Kefauver szenátor volt, aki megtartotta az elsődleges küldöttek támogatását és ez ekkor még kevésbé ismert John F. Kennedy massachusettsi szenátor. Bár Stevenson Kennedyt részesítette előnyben, semmilyen támogatást nem adott neki és nem szólt bele a szavazásba. Kennedy meglepte a szakértőket, mikor a második fordulóban az élre került. Azonban számos állam elhagyta őt és Kefauverre váltott, megadva neki így a győzelmet. A vereség nagy lökést adott Kennedy hosszú távú elnöki esélyeihez: komoly versenyzőként kedvező országos ismertséget szerzett és a Kefauver elleni vereségével elkerülte Stevenson novemberi Eisenhower elleni vereségét. 
| Az 1956-os demokrata alelnökjelölti szavazás eredményei | Az 1956-os demokrata alelnökjelölti szavazás eredményei | Az 1956-os demokrata alelnökjelölti szavazás eredményei | Az 1956-os demokrata alelnökjelölti szavazás eredményei |
| Jelölt                                                  | 1                                                       | 2, eltolódás előtt                                      | 2, eltolódás után                                       |
| Estes Kefauver                                          | 466,5                                                   | 551,5                                                   | 755,5                                                   |
| John F. Kennedy                                         | 294,5                                                   | 618                                                     | 589                                                     |
| Albert Gore                                             | 178                                                     | 110,5                                                   | 13,5                                                    |
| Robert F. Wagner                                        | 162,5                                                   | 9,5                                                     | 6                                                       |
| Hubert Humphrey                                         | 134                                                     | 74,5                                                    | 2                                                       |
| Luther H. Hodges                                        | 40                                                      | 0,5                                                     | 0                                                       |
| P. T. Maner                                             | 33                                                      | 0                                                       | 0                                                       |
| LeRoy Collins                                           | 29                                                      | 0                                                       | 0                                                       |
| Clinton P. Anderson                                     | 16                                                      | 0                                                       | 0                                                       |
| Frank G. Clement                                        | 14                                                      | 0                                                       | 0                                                       |
| Pat Brown                                               | 1                                                       | 0                                                       | 0                                                       |
| Lyndon B. Johnson                                       | 1                                                       | 0                                                       | 0                                                       |
| Stuart Symington                                        | 1                                                       | 0                                                       | 0                                                       |
| ------------------------------------------------------- | ------------------------------------------------------- | ------------------------------------------------------- | ------------------------------------------------------- |

## A választás

### Kampány
Stevenson keményen kampányolt Eisenhower ellen, a televíziós hirdetések mindkét jelölt domináns médiuma volt. Eisenhower 1952-es választási győzelme nagyrészt a női szavazatok megnyerésének volt köszönhető, ezért a kampányban rengeteg háziasszony központú hirdetés volt. Néhány kommentátor akkoriban azzal is érvelt, hogy a televízió előtérbe kerülésének köszönhette a 66 éves Eisenhower, hogy megnyerte az újraválasztást. Figyelembe véve az 1955-ös szívrohama utáni gyenge egészségi állapotát a televízió lehetővé tette, hogy Eisenhower országszerte elérje az embereket anélkül, hogy elviselné a folyamatos utazások terheit, így az elnök a televízión keresztül kampányolt.  
Stevenson a Szovjetunióval kötődő szociális programokra és szerződésekre fordított kormányzati kiadások jelentős növelését javasolta és a katonai kiadások csökkentését a nukleáris kísérletek mindkét szuperhatalomban való megszüntetése érdekében. Azt is javasolta, hogy egy teljesen önkéntes katonaságra kell átváltani. Eisenhower nyilvánosan ellenezte ezeket az elképzeléseket, annak ellenére, hogy zártkörűen az atomkísérletek betiltására irányuló javaslaton dolgozott. Eisenhower megőrizte a második világháború alatt megszerzett hatalmas személyes és politikai népszerűségét és a kampány során végig az élen állt a közvélemény-kutatásokban.
Eisenhowert az is segítette a győzelemhez, hogy a választás előtti hetekben két külpolitikai válságot is kezelt. A szovjetek által megszállt Magyar Népköztársaságban az 1956-os forradalomban polgárok lázadtak fel a kommunista uralom ellen, de a szovjetek október 26-án az ország visszafoglalásával reagáltak. Három nappal később izraeli, brit és francia csapatok közösen megszállták Egyiptomot, hogy megdöntsék Gamal Abden Nasszer hatalmát és visszafoglalják a nemrég államosított Szuezi-csatornát. A magyar szabadságharcot néhány napon belül brutálisan leverték az újra bevetett szovjet csapatok. Eisenhower mindkét lépést elítélte, de nem tudott segíteni Magyarországon, ugyanakkor erőteljesen nyomást gyakorolt a nyugati erőkre, hogy vonuljanak ki Egyiptomból.  
Az elnök a két eseménnyel számos amerikai állampolgár támogatását nyerte el. Az Eisenhower-kormány is támogatta azt az 1954-ben az Oktatási Tanács által hozott és a Legfelsőbb Bíróság által jóváhagyott törvényt, amely megszüntette a faji szegregációt az állami iskolákban. Stevenson rosszállását fejezte ki a szövetségi bíróság szegregációba való beavatkozása miatt. Bár Eisenhower a kampány során elkerülte az Oktatási Tanács álláspontját, a választáson a fekete szavazók közel 40%-ának támogatást nyerte el. Ő volt az utolsó republikánus elnökjelölt, aki ilyen szintű támogatást kapott a fekete szavazóktól.  

### Eredmények
Eisenhower a közvélemény-kutatásokon végig nagy különbséggel az élen állt a kampány során. Megszerezte a szavazatok 57%-át és a 48 tagállamból 41-et vitt magával. Stevenson csak hat déli államot és Missourit nyerte meg és ezzel ő lett az első olyan vesztes jelölt 1900 óta, aki Missourit szállította. Ez volt az utolsó választás 1980-ig, ahol Massachusetts republikánusra szavazott és az utolsó 1972-ig, ahol Connecticut, Maryland, Michigan, Minnesota, New York, Pennsylvania, Rhode Island, Texas és Nyugat-Virginia tette ugyanezt. Ezzel szemben ez volt az utolsó választás 1976-ig, amelyben Mississippi és Alabama demokratákra szavazott.
| Elnökjelölt                   | Párt                          | Állam                         | Szavazatok                    | Szavazatok                    | Elektor szavazat | Futótárs               | Futótárs   |
| Elnökjelölt                   | Párt                          | Állam                         | Szavazat szám                 | Százalék                      | Elektor szavazat | Alelnökjelölt          | Állam      |
| ----------------------------- | ----------------------------- | ----------------------------- | ----------------------------- | ----------------------------- | ---------------- | ---------------------- | ---------- |
| Dwight David Eisenhower       | Republikánus Párt             | New York                      | 35 579 180                    | 57,37%                        | 457              | Richard Milhous Nixon  | Kalifornia |
| Adlai Ewing Stevenson         | Demokrata Párt                | Illinois                      | 26 028 028                    | 41,97%                        | 73               | Carey Estes Kefauver   | Tennessee  |
| Thomas Coleman Andrews        | Államok Jogai Párt            | Virginia                      | 108 956                       | 0,18%                         | 0                | Thomas Harold Werdel   | Kalifornia |
| Eric Hass                     | Szocialista Munkáspárt        | New York                      | 44 300                        | 0,07%                         | 0                | Georgina Olive Cozzini | Wisconsin  |
| Enoch Arden Holtwick          | Tilalom Párt                  | Illinois                      | 41 937                        | 0,07%                         | 0                | Edwin M. Cooper        | Kalifornia |
| Farrell Dobbs                 | Szocialista Munkások          | New York                      | 7 797                         | 0,01%                         | 0                | Myra Tanner Weiss      | Kalifornia |
| Harry Flood Byrd              | Államok Jogai Párt            | Virginia                      | 2 657                         | <0,01%                        | 0                | William Ezra Jenner    | Indiana    |
| Darlington Hoopes             | Szocialista Párt              | Pennsylvania                  | 2 128                         | <0,01%                        | 0                | Samuel Herman Friedman | New York   |
| Henry B. Krajewski            | Amerikai Harmadik Párt        | New Jersey                    | 1 829                         | <0,01%                        | 0                | Anna Yezo              | New Jersey |
| Gerald Lyman Kenneth Smith    | Keresztény Nacionalista Párt  | Michigan                      | 8                             | <0,01%                        | 0                | Charles Robertson      | Michigan   |
| Walter Burgwyn Jones          | Demokrata Párt                | Alabama                       | –                             | –                             | 1                | Herman Eugene Talmadge | Georgia    |
| Egyéb                         | Egyéb                         | Egyéb                         | 8 691                         | 0,01%                         | 0                |                        |            |
| Teljes                        | Teljes                        | Teljes                        | 62 021 328                    | 100%                          | 531              |                        |            |
| Ennyi szükséges a győzelemhez | Ennyi szükséges a győzelemhez | Ennyi szükséges a győzelemhez | Ennyi szükséges a győzelemhez | Ennyi szükséges a győzelemhez | 266              |                        |            |

### Eredmények államonként
| Stevenson/Kefauver |
| Eisenhower/Nixon   |

|                 |           | Zászló | Dwight D. Eisenhower Republikánus | Dwight D. Eisenhower Republikánus | Dwight D. Eisenhower Republikánus | Adlai Stevenson Demokrata | Adlai Stevenson Demokrata | Adlai Stevenson Demokrata | Teljes    |
| Állam           | elektorok | Zászló | #                                 | %                                 | elektorok                         | #                         | %                         | elektorok                 | #         |
| --------------- | --------- | ------ | --------------------------------- | --------------------------------- | --------------------------------- | ------------------------- | ------------------------- | ------------------------- | --------- |
| Alabama         | 11        |        | 195 694                           | 39,39                             | –                                 | 280 844                   | 56,52                     | 10                        | 496 871   |
| Arizona         | 4         |        | 176 990                           | 60,99                             | 4                                 | 112 880                   | 38,90                     | -                         | 290 173   |
| Arkansas        | 8         |        | 186 287                           | 45,82                             | -                                 | 213 277                   | 52,46                     | 8                         | 406 572   |
| Colorado        | 6         |        | 394 479                           | 59,49                             | 6                                 | 263 997                   | 39,81                     | -                         | 663 074   |
| Connecticut     | 8         |        | 711 837                           | 63,72                             | 8                                 | 405 079                   | 36,26                     | -                         | 1 117 121 |
| Delaware        | 3         |        | 98 057                            | 55,09                             | 3                                 | 79 421                    | 44,62                     | -                         | 177 988   |
| Dél-Dakota      | 4         |        | 171 569                           | 58,39                             | 4                                 | 122 288                   | 41,61                     | -                         | 293 857   |
| Dél-Karolina    | 8         |        | 75 700                            | 25,18                             | -                                 | 136 372                   | 45,37                     | 8                         | 300 583   |
| Észak-Dakota    | 4         |        | 156 766                           | 61,72                             | 4                                 | 96 742                    | 38,09                     | -                         | 253 991   |
| Észak-Karolina  | 14        |        | 575 062                           | 49,34                             | -                                 | 590 530                   | 50,66                     | 14                        | 1 165 592 |
| Florida         | 10        |        | 643 849                           | 57,27                             | 10                                | 480 371                   | 42,73                     | -                         | 1 124 220 |
| Georgia         | 12        |        | 216 652                           | 32,65                             | -                                 | 441 094                   | 66,48                     | 12                        | 663 480   |
| Idaho           | 4         |        | 166 979                           | 61,17                             | 4                                 | 105 868                   | 38,78                     | -                         | 272 989   |
| Illinois        | 27        |        | 2 623 327                         | 59,52                             | 27                                | 1 775 682                 | 40,29                     | -                         | 4 407 407 |
| Indiana         | 13        |        | 1 182 811                         | 59,90                             | 13                                | 783 908                   | 39,70                     | -                         | 1 974 607 |
| Iowa            | 10        |        | 729 187                           | 59,06                             | 10                                | 501 858                   | 40,65                     | -                         | 1 234 564 |
| Kalifornia      | 32        |        | 3 027 668                         | 55,39                             | 32                                | 2 420 135                 | 44,27                     | -                         | 5 466 355 |
| Kansas          | 8         |        | 566 878                           | 65,44                             | 8                                 | 296 317                   | 34,21                     | -                         | 866 243   |
| Kentucky        | 10        |        | 572 192                           | 54,30                             | 10                                | 476 453                   | 45,21                     | -                         | 1 053 805 |
| Louisiana       | 10        |        | 329 047                           | 53,28                             | 10                                | 243 977                   | 39,51                     | -                         | 617 544   |
| Maine           | 5         |        | 249 238                           | 70,87                             | 5                                 | 102 468                   | 29,13                     | -                         | 351 706   |
| Maryland        | 9         |        | 559 738                           | 60,04                             | 9                                 | 372 613                   | 39,96                     | -                         | 932 351   |
| Massachusetts   | 16        |        | 1 393 197                         | 59,32                             | 16                                | 948 190                   | 40,37                     | -                         | 2 348 506 |
| Michigan        | 20        |        | 1 713 647                         | 55,63                             | 20                                | 1 359 898                 | 44,15                     | -                         | 3 080 468 |
| Minnesota       | 11        |        | 719 302                           | 53,68                             | 11                                | 617 525                   | 46,08                     | -                         | 1 340 005 |
| Mississippi     | 8         |        | 60 685                            | 24,46                             | -                                 | 144 498                   | 58,23                     | 8                         | 248 149   |
| Missouri        | 13        |        | 914 289                           | 49,89                             | -                                 | 918 273                   | 50,11                     | 13                        | 1 832 562 |
| Montana         | 4         |        | 154 933                           | 57,13                             | 4                                 | 116 238                   | 42,87                     | -                         | 271,171   |
| Nebraska        | 6         |        | 378 108                           | 65,51                             | 6                                 | 199 029                   | 34,49                     | -                         | 577 137   |
| Nevada          | 3         |        | 56 049                            | 57,97                             | 3                                 | 40 640                    | 42,03                     | -                         | 96 689    |
| New Hampshire   | 4         |        | 176 519                           | 66,11                             | 4                                 | 90 364                    | 33,84                     | -                         | 266 994   |
| New Jersey      | 16        |        | 1 606 942                         | 64,68                             | 16                                | 850 337                   | 34,23                     | -                         | 2 484 312 |
| New York        | 45        |        | 4 340 340                         | 61,19                             | 45                                | 2 750 769                 | 38,78                     | -                         | 7 092 860 |
| Nyugat-Virginia | 8         |        | 449 297                           | 54,08                             | 8                                 | 381 534                   | 45,92                     | -                         | 830 831   |
| Ohio            | 25        |        | 2 262 610                         | 61,11                             | 25                                | 1 439 655                 | 38,89                     | -                         | 3 702 265 |
| Oklahoma        | 8         |        | 473 769                           | 55,13                             | 8                                 | 385 581                   | 44,87                     | -                         | 859 350   |
| Oregon          | 6         |        | 406 393                           | 55,25                             | 6                                 | 329 204                   | 44,75                     | -                         | 735 597   |
| Pennsylvania    | 32        |        | 2 585 252                         | 56,49                             | 32                                | 1 981 769                 | 43,30                     | -                         | 4 576 503 |
| Rhode Island    | 4         |        | 225 819                           | 58,26                             | 4                                 | 161 790                   | 41,74                     | -                         | 387 609   |
| Tennessee       | 11        |        | 462 288                           | 49,21                             | 11                                | 456 507                   | 48,60                     | -                         | 939 404   |
| Texas           | 24        |        | 1 080 619                         | 55,26                             | 24                                | 859 958                   | 43,98                     | -                         | 1 955 545 |
| Utah            | 4         |        | 215 631                           | 64,56                             | 4                                 | 118 364                   | 35,44                     | -                         | 333,995   |
| Új-Mexikó       | 4         |        | 146 788                           | 57,81                             | 4                                 | 106 098                   | 41,78                     | -                         | 253 926   |
| Vermont         | 3         |        | 110 390                           | 72,16                             | 3                                 | 42 549                    | 27,81                     | -                         | 152 978   |
| Virginia        | 12        |        | 386 459                           | 55,37                             | 12                                | 267 760                   | 38,36                     | -                         | 697 978   |
| Washington      | 9         |        | 620 430                           | 53,91                             | 9                                 | 523 002                   | 45,44                     | -                         | 1 150 889 |
| Wisconsin       | 12        |        | 954 844                           | 61,58                             | 12                                | 586 768                   | 37,84                     | -                         | 1 550 558 |
| Wyoming         | 3         |        | 74 573                            | 60,08                             | 3                                 | 49 554                    | 39,92                     | -                         | 124 127   |

### Szoros eredmények
A különbség 1% alatt volt:
1. Missouri, 0,22% (3,984 szavazat)
2. Tennessee, 0,62% (5,781 szavazat)

A különbség 5% alatt volt:
1. Észak-Karolina, 1,33% (15,468 szavazat)

A különbség 5% és 10% között volt:
1. Arkansas, 6,64% (26,990 szavazat)
2. Minnesota, 7,60% (101,777 szavazat)
3. Nyugat-Virginia, 8,16% (67,763 szavazat)
4. Washington, 8,47% (97,428 szavazat)
5. Kentucky, 9,09% (95,739 szavazat)

#### Statisztika
A republikánusok legmagasabb szavazati arányú megyéi:
1. Gillespie megye (Texas) 92,61%
2. Kenedy megye (Texas) 92,59%
3. Kane megye (Utah) 90,20%
4. Jackson megye (Kentucky) 88,35%
5. Johnson megye (Tennessee) 87,44%

A demokraták legmagasabb szavazati arányú megyéi: 
1. Baker megye (Georgia) 96,07%
2. Greene megye (Észak-Karolina) 93,67%
3. Berrien megye (Georgia) 93,56%
4. Aktinson megye (Georgia) 93,37%
5. Madison megye (Georgia) 93,24%

## Külső linkek
- The Election Wall's 1956 Election Video Page
- 1956 popular vote by counties
- The Living Room Candidate: Presidential Campaign Commercials: 1952 – 2004
- How close was the 1956 election? — Michael Sheppard, Massachusetts Institute of Technology
- Eisenhower's 1956 presidential campaign, Dwight D. Eisenhower Presidential Library Archiválva 2011. augusztus 7-i dátummal a Wayback Machine-ben
- Election of 1956 in Counting the Votes Archiválva 2019. június 9-i dátummal a Wayback Machine-ben.